# ウィリアム・ウィルバーフォース

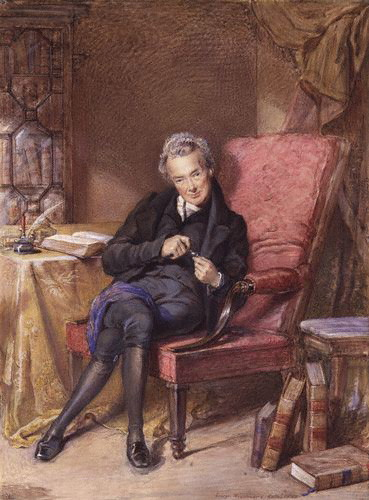
ウィリアム・ウィルバーフォース
(画)ジョージ・リッチモンド

ウィリアム・ウィルバーフォース（英語: William Wilberforce、1759年8月24日 - 1833年7月29日）は、イギリスの政治家、博愛主義者、奴隷廃止主義者。奴隷貿易に反対する議会の運動のリーダーを務めた。

## 生涯

### 前半生

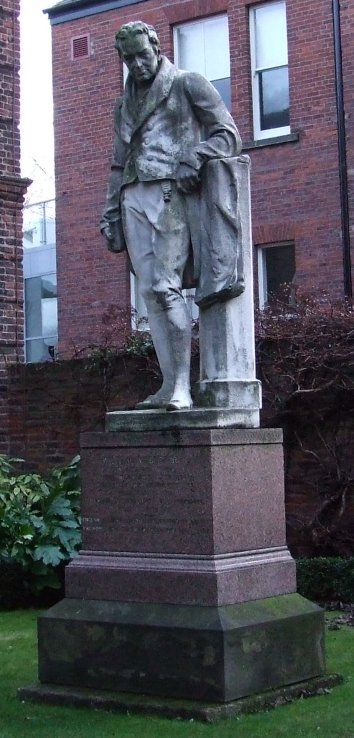
出生地ハルにあるウィルバーフォース・ハウスの庭にあるウィルバーフォースの像

ウィルバーフォースは、イギリス・ハルにて、祖父のウィリアム（1690年 - 1776年）がバルト海の交易で富を築いた家族に、ロバート・ウィルバートフォース（1728年 - 1768年）の息子として生まれた。
ウィルバーフォースは、幼い頃はハル・グラマースクールに通っていたが、1768年に父親を亡くすと、ロンドンのセントジェームズプレイスやウィンブルドンにいるおじ・おばとともに暮らすようになった。このころ、彼はパットニー（Putney）の学校で学んだ。ジョージ・ホイットフィールドの確たる支持者であった彼のおばのハンナが、若いウィルバーフォースにメソジスト教会の教義に関心を向けさせたのもこの頃である。
母や祖母は、彼が福音主義に傾倒するのを心配して1771年に彼をハルに連れ戻した。彼はそこのポックリントン・スクールで引き続き教育を受けた。
ウィルバーフォースは、1776年にイギリスのケンブリッジ大学のセント・ジョンズ・カレッジに進んだ。そこで彼は学生たちの集まりに没頭し、学問を深刻に追求しようとする意識はあまり感じなかった。周囲の中でも特に、ウィリアム・ピットと親しくなり、彼との友情は一生のものとなった。はじめは自身の周辺で起こることに衝撃を受け、仲間の学生の極端な振舞いは不快に思いつつも、やがて彼自身も快楽主義的な生き方を追い求めるようになった。彼は1781年に学士号を、1788年に修士号を取得した。

### 議会での経歴

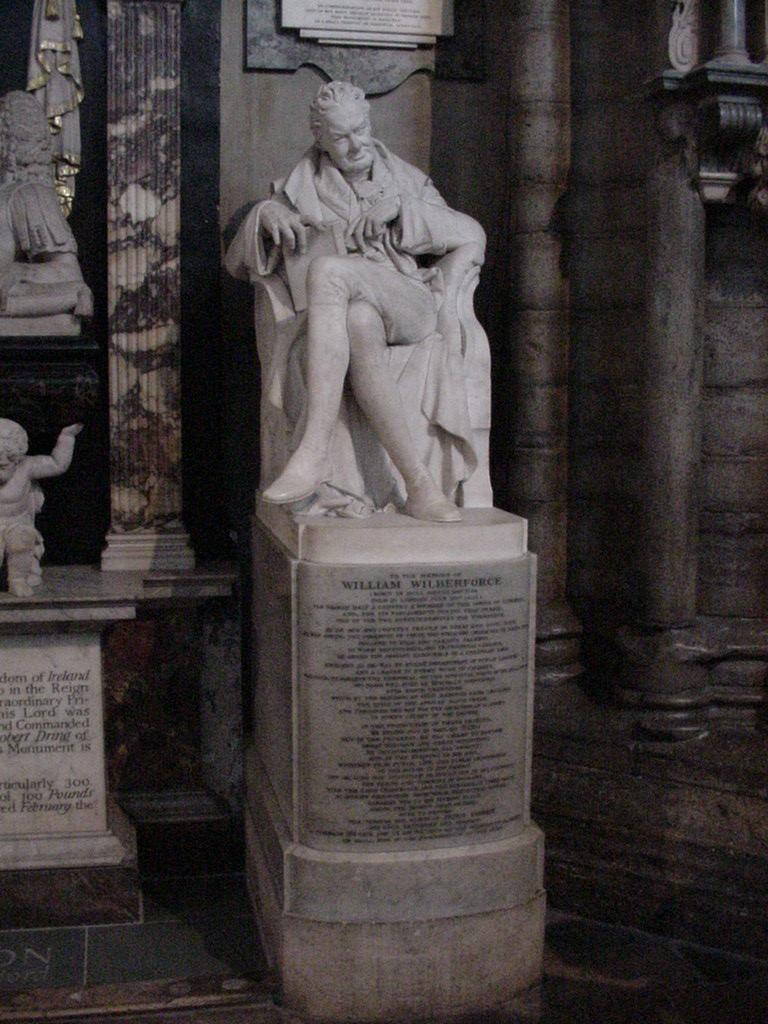
ウィルバーフォースはウェストミンスター修道院においてピットの隣に葬られている。この像は1840年に建てられた。

戻って家族での商売に関与する気持ちがあまりもてなかったことから、ウィルバーフォースは大学に在学中のうちに、イギリス議会へ立候補することを決めた。このため、1780年9月には、21歳にして、ハル選出の国会議員となった。独立したトーリー党員として、彼は海軍の建艦や、密輸に関する議論に参加し、また、将来の首相であるウィリアム・ピットや、ケンブリッジからのもう一人の同世代エドワード・エリオットとの友情を新たなものとした。1783年の秋に、ピット、ウィルバーフォースそしてエリオットは、一緒にフランスへと旅をした。
ピットは1783年12月に首相となり、ウィルバーフォースは彼の少数派政権の鍵となる支援者となった。1784年に議会が解散されたときには、ウィルバーフォースは、ピットの支持者で、1784年イギリス総選挙の候補者としてすぐに注目を集めた。4月6日にはホイッグ党が敗れ、彼は24歳にしてヨークシャー州選出の国会議員として議会に戻ってきた。

### 奴隷廃止運動
1785年、ウィルバーフォースは、宗教的転換をもたらす経験と彼が表現する霊的な感得を経た。彼は残りの人生をかけて、神のために奉仕することに専念することを誓った。彼が助言を受けたひとりは、福音主義的運動の主導的な立場にあった英国国教会の聖職者であるジョン・ニュートン(アメイジング・グレイス作詞者)であった。ピットを含めて彼がアドバイスを求めた人々は、彼に政治の世界にとどまるよう助言した。1787年には、ウィルバーフォースは、トーマス・クラークソンや、チャールズ・ミドルトンおよびミドルトン夫人による奴隷貿易に反対する運動を行う成長中のグループを彼らのケントのテストンの家で紹介され、議会における運動のリーダーとなるよう説得を受けた。
そして、同年の1787年にウィルバーフォースの友人、グランビル・シャープが1786年に設立した奴隷貿易廃止促進協会にウィルバーフォースも参加した。これはシャープら奴隷廃止主義者が中心に設立した、奴隷を解放し「自由の国」をスローガンにアフリカ（シエラレオネ）へ解放奴隷を移住させる計画である。
数か月を計画に費やし、1789年5月12日、ウィルバーフォースは、奴隷廃止を議題とする自身の最初の主要演説を庶民院で行った。その中で、彼は、奴隷貿易は道徳的に非難されるべきであり、自然な正義の問題であると理由付けた。クラークソンの証拠を引用しつつ、彼は西アフリカから渡ってくる奴隷達の中間航路における驚くばかりの状況の詳細を述べ、奴隷貿易の廃止により、西インド諸島に既にいる奴隷達の状況の改善も行うことを主張した。彼は廃止に関する12の提案を提起した。これらは主に、多数印刷され広く出回っていたクラークソンの「アフリカ奴隷貿易の不得策に関する小論」に基づいたものであった。
1790年1月には、彼は議会の審査委員会から奴隷貿易につき審議し、彼が提出した膨大な量の証拠を審査する許可を得ることに成功した。
1791年4月、ウィルバーフォースは、奴隷貿易廃止のための最初の議案を提出した。この議案は88対163の票決によりあっさりと否決された。ウィルバーフォースは奴隷貿易に関する問題を議会に提示し続けるとともに、クラークソンは視察し筆をとることを続けた。彼らの間では、クラークソンとウィルバーフォースは、かつてはなかったように世論を結集する国民的運動を発生させ維持することが彼らの責務となっていた。
これは長く続く議会での運動の始まりであった。その間、ウィルバーフォースは各議会の会期ごとに廃止を指示する動議を提案し続けた。あらゆる利用できる機会を捉えて下院議員の前に奴隷貿易の問題を持ち出し、1792年4月と1793年2月には廃止法案をさらに提出した。しかし、議会は法案の成立を拒んだ。

### フランスとの戦争
ウィルバーフォースは、問題が議論されるように努力をさらに続けており、さらなる動議を1795年2月、1796年2月そして1807年5月に行っていたが、1793年のフランスとの戦争の勃発(第一次対仏大同盟またはフランス革命戦争を参照)は、大衆の気分が国家的な危機や侵略の脅威に向けられ、さらに真剣に検討されることを大きく妨げた。1788年には、大西洋を横断する船の奴隷輸送容量を制限するサー・ウィリアム・ドルベン法が議会を通過した。しかし、奴隷輸送船の過密状況をさらに回避する奴隷貿易規制法が制定されるのは1799年になってからであった。
このころ、奴隷制度や奴隷貿易に関する一般の態度の変化が見られるようになってきた。19世紀初頭の数年は、奴隷制廃止に向けて大きく展望が開けた年であった。けれども、ウィルバーフォースが法案に進展があると本当の希望を持ったのは1804年になってからで、庶民院の各段階を全て実際に通過したのはその年の6月であった。不運なことに、貴族院を通過させるためには会期との関係で遅すぎたことから、ウィルバーフォースは1805年の会期に再度法案提出することを余儀なくされ、この会期では、第二読会において頓挫することとなった。

### 最終段階
ウィルバーフォースは、ホイッグ党や同党の廃止主義者との協力を深め、ピットの死後1806年2月からのグレンヴィル・フォックス政権への全面的な支援を与えた。グレンヴィルが貴族院で法案の支持を得るために説得の道を探るとともに、ウィルバーフォースとチャールズ・フォックスは、庶民院でのキャンペーンを主導した。
海事弁護士であるジェームズ・ステファンの助言によって戦術変更が図られた。その助言に基づき、1806年初頭、ウィルバーフォースは、イギリスの国民に対しフランスの植民地への奴隷貿易を助けたり、参加したりすることを禁じる法案を支持した。これは巧みな方策で、多数の船は実際そのころ、アメリカ船籍でイギリス人の船員によりリバプールより出航していた。この新しい外国奴隷貿易法はすぐに議会を通過し、新法はイギリスの奴隷貿易の3分の2をも禁じたことから、戦術は成功した。
1806年9月のフォックスの死は廃止主義者への次の打撃となった。ウィルバーフォースはグレンヴィルが実施した総選挙でヨークシャー選出議員としてこのときも再選され、その年の後半を、20年以上にわたって自身とクラークソンが集めてきた奴隷貿易を批判する膨大な量の証拠を要約した「奴隷貿易の廃止に関するレター」と題する擁護のための文章の執筆に費やした。この文章は1807年1月31日に出版され、キャンペーンの最終段階における基盤をなした。
グレンヴィルは貴族院に廃止法案を提出し、熱のこもった演説を行った。その中でグレンヴィルは、同僚議員を「長い間奴隷貿易を廃止しなかったこと」について批判し、奴隷貿易は「正義・博愛・健全な政策の原理に反する」と主張した。採決が行われ、法案は貴族院を予測しなかった41対20という大きな差をつけて通過した。長らく期待されていた突破がついになされたものと感じて、グレイ伯（ホーウィック子爵）は、2月23日に庶民院の第2読会に法案を提出した。それまで20年間にわたって尽力してきたウィルバーフォースへの賛辞がなされる中、法案は283対16で可決され、奴隷貿易法は1807年3月に国王の裁可を受け成立した。

### 奴隷たちの解放
ウィルバーフォースは、1807年以降も活動を続け、奴隷制度に対する彼の関心は、西インド諸島における奴隷たちの状況の改善を目指すアフリカン・インスティテューションの設立に繋がった。彼はまた、西アフリカにキリスト教を広めるシエラレオネ・プロジェクトにも貢献した。ウィルバーフォースの議会の唱道者としての立場は広く認識され、その頃までに義理の兄弟であるヘンリー・ソーントンやエドワード・エリオットとともに属するグループの第一人者としての立場にあった。
1820年までに病気やそれに伴う公的活動の制限を経て、ウィルバーフォースはなお、全ての奴隷の最終的な解放を目指した活動を続けた。1821年にはトーマス・ファウエル・バクストンと庶民院での活動のリーダーシップを継承するように依頼した。ウィルバーフォースは、1823年初頭に「西インド諸島の黒人奴隷のための、英帝国住人の宗教・正義・人道へのアピール」を公表した。その中でウィルバーフォースは、奴隷たちの道徳的・精神的状況は、奴隷制から生じているのであり、全面的な解放が、道徳的・倫理的に正当化され、神の前の国家的義務である、と主張した。
1823年には、奴隷制緩和・段階的廃止協会が設立された（後の反奴隷制協会）。5月15日には、バクストンは奴隷制に反対する議会の決議を提案した。討論の中でウィルバーフォースは積極的な役割を担った。討論は3月16日、6月11日に行われ、その中でウィルバーフォースは、庶民院での最後のスピーチを行った。
1824年、ウィルバーフォースは重篤な病気にかかり、翌年早くに議員を辞職した。彼は1826年にロンドンの北にあるミル・ヒルの小さな土地に移った。これはいくらか彼の健康状態の改善に繋がった。辞職後も、彼はその生涯を費やした奴隷制反対の主張に情熱的な信念を持ち続け、多くの仲間達との活発なやり取りを続け、その中の多くの者を訪ねた。
1833年までに彼の健康状態は低下し、インフルエンザの重い症状に見舞われてからは、完全に快癒することはなかった。1833年7月26日、彼は奴隷制廃止法案がようやく庶民院の第3読会を通過したことを聞いて大変喜んだ。その翌日、彼はさらに衰弱し、7月29日早朝死亡した。1か月後、グレイ伯の政権下で議会は英帝国にいる全ての奴隷に自由を与える奴隷制廃止法を成立させた。
ウィリアム・ウィルバーフォースは1833年8月3日、ウェストミンスター大修道院に埋葬された。葬儀には、一般の多くの参列者に加え、議会の両院のメンバーの多数が出席した。棺は大法官とグロスター公らが担いだ。
イギリスの偉大な議員の1人を記念する像がウェストミンスター大修道院に1840年に、記念碑がハルに1834年にそれぞれ建てられた。

## 著作
1797年4月にウィルバーフォースは著書 "A Practical View of the Prevailing religious system of professed Christians in the Higher and Middle Classes of this Country Contrasted with Real Christianity" を完成させた。これは彼が1793年から取り組んでいた作品で、彼自身が国家の道徳律であるべきものと考えていた新約聖書の教義を解説し、キリスト教の復興を教え呼び覚ますものである。この著作は非常に影響力のあったもので、彼の個人的な信仰告白や彼を突き動かした見解を他の著書よりもはるかによく例示するものである。
1806年にフォックスが死去すると、ウィルバーフォースはその年の後半を費やして『奴隷貿易の廃止に関する書簡』 ("A Letter on the Abolition of the Slave Trade") を執筆した。これは、彼とクラークソンが20年にわたって集めた貿易反対運動に関する膨大な証拠を要約した、運動擁護のためのエッセイである。本書は1807年1月31日に刊行され、廃止運動の最終段階の基盤となった。
ウィルバーフォースは1823年の初頭に『西インド諸島の黒人奴隷のための、大英帝国臣民の宗教、正義、人間性への訴求』 ("Appeal to the Religion, Justice and Humanity of the Inhabitants of the British Empire in Behalf of the Negro Slaves in the West Indies") を発表した。本書においてウィルバーフォースは、奴隷の道徳と精神の状態は、まさに彼らの奴隷という身分から生ずるものであり、完全な解放こそが道徳的・倫理的にも正当なことであり、神の前での国家の義務であると説いた。

## 結婚と家族
ウィルバーフォースは、1797年4月15日にウォリックシャーの銀行家アイザック・スプーナーの長女バーバラ・アン（1777年 - 1847年）と知り合い、最初の出会いから2週間もたたぬうちに求婚した。2人は1797年5月30日にサマセット州バースで結婚した。子どもには、ウィリアム（1798年生）、バーバラ（1799年生）、エリザベス（1801年生）、ロバート・アイザック・ウィルバーフォース（1802年生）、サミュエル・ウィルバーフォース（1805年生）、ヘンリー・ウィリアム・ウィルバーフォース（1807年生）らがいる。

## 備考
彼が生まれたキングストン・アポン・ハルの17世紀の邸宅は今日「ウィルバーフォース・ハウス」 (Wilberforce House) という名の博物館となっている。
ウィルバーフォースの生涯と奴隷制度との戦いを描いた映画『アメイジング・グレイス』がマイケル・アプテッド監督、ヨアン・グリフィズ（ウィルバーフォース役）主演で制作され、イギリス議会がイギリス国民による奴隷輸入の禁止を可決してから200周年を記念して2007年3月23日に公開された。
アメリカ合衆国オハイオ州ウィルバーフォースのウィルバーフォース大学の名はウィリアム・ウィルバーフォースにちなんだものである。この大学はアフリカ系アメリカ人が所有した最初の大学であり、歴史的黒人大学 (HBCUs) の1つである。